# Sanam Bewafa
Sanam Bewafa (Hindi: ; deutsch: Ein verratener Geliebter) ist ein Bollywood-Film, der in Indien 1991 erschienen ist.

## Handlung
Salman trifft zufällig auf Ruksar und nach ein paar Missverständnissen verlieben sie sich. Sher Khan, Salmans Vater, und Fateh Khan, Ruksars Vater, verachten einander so sehr, dass sie gegenseitig ihre Familienmitglieder töten würden, obwohl sie Nachbarn sind. Während Sher trotzdem bereit ist, Salman mit Ruksar zu verheiraten, ist Fateh dagegen und verlangt einen hohen Geldbetrag von Sher, mit dem sich dieser, auch wenn er in seinem Stolz verletzt ist, einverstanden erklärt. Und so heiraten Salman und Ruksar. Der gedemütigte Sher rächt sich an Fateh, indem er Ruksar gleich am Tag nach der Hochzeit mit dem Geld aus dem Haus wirft und zu ihrem Vater zurückschickt. Fateh ist darüber furchtbar wütend, es wird wieder Blut vergossen und die beiden Liebenden leiden weiter unter dem Hass ihrer Väter.

## Auszeichnungen
Filmfare Awards 1991
- Bester Nebendarsteller – Danny Denzongpa